# ヤングジョッキーズステークス
ヤングジョッキーズステークスは、かつて中央競馬で施行されていた競馬の競走のひとつである。
かつては、原則として東京競馬場で行われる日本ダービーの開催当日に、そのアンダーカードとして「見習い騎手限定競走」が行われたが、1984年に廃止（その後、2013年の日本ダービー第80回記念として、「ホープフル・ジョッキーズ競走」として一度限りの復活があった）されている。
1989年より、桜花賞当日の阪神競馬場にて前座競走のひとつとして、中央競馬の見習騎手のうち前年度の勝利度数が上位の12人を選んで行っていた（その後、見習騎手以外の若手騎手へ騎乗機会を拡大）。
1993年からは皐月賞当日の中山競馬場でも施行され、競走名が「阪神ヤングジョッキーズステークス」（阪神）、「中山ヤングジョッキーズステークス」（中山）となっていた。阪神開催については日本たばこ産業 (JT) が賞を提供していた時期があり、競走名の先頭に「JT賞」が付加された。1996年を最後に実施されていない。

## 騎乗騎手
- 括弧内は出場年、1993年以降は阪神または中山の区別を記載。

### 現役騎手
- 江田照男（1991年、1994年・中山、1995年・中山、1996年・中山）
- 柴田善臣（1990、1991年）
- 武豊（1989 - 1992年、1993年・阪神および中山、1994年・中山）
- 幸英明（1995年・阪神、1996年・阪神）
- 横山典弘（1990、1991年、1993年・阪神および中山）
- 吉田豊（1996年・中山）

### 引退騎手
- 飯田祐史（1994年・阪神、1995年・阪神、1996年・阪神）
- 五十嵐久（1993年・中山）
- 伊藤暢康（1989年、1993年・中山）
- 植野貴也（1995年・阪神、1996年・阪神）
- 上村洋行（1993年・阪神、1994年・阪神、1995年・阪神および中山、1996年・阪神）
- 内田浩一（1993年・阪神）
- 岡潤一郎（1989 - 1992年）
- 小野次郎（1994年・阪神、1995年・中山）
- 河北通（1995年・阪神、1996年・阪神）
- 菊地昇吾（1994年・阪神、1996年・阪神）
- 菊沢隆徳（1989、1990年、1993年・中山、1995年・中山）
- 菊沢隆仁（1995年・阪神）
- 岸滋彦（1989 - 1992年、1993年・阪神、1994年・阪神）
- 北川和典（1993年・阪神）
- 清山宏明（1989年）
- 久保田英敬（1992年、1994年・阪神、1995年・阪神）
- 小池隆生（1995年・阪神）
- 郷原洋司（1994年・中山、1995年・中山、1996年・中山）
- 後藤浩輝（1996年・中山）
- 小林久晃（1996年・中山）
- 佐藤哲三（1992年、1993年・阪神、1994年・阪神）
- 塩村克己（1993年・阪神、1994年・阪神）
- 嶋田高宏（1995年・中山、1996年・中山）
- 芹沢純一（1989年、1993年・阪神）
- 高橋康之（1993年・阪神）
- 高山太郎（1994年・中山、1996年・中山）
- 千田輝彦（1990 - 1992年）
- 土谷智紀（1993年・中山、1994年・中山）
- 角田晃一（1990 - 1992年、1995年・阪神および中山）
- 寺島祐治（1989年）
- 徳吉孝士（1993年・中山、1994年・中山）
- 中舘英二（1990年）
- 野元昭嘉（1996年・阪神）
- 橋本広喜（1993年・中山、1994年・中山）
- 橋本美純（1994年・阪神、1995年・阪神、1996年・阪神）
- 日吉正和（1993年・阪神）
- 藤井正輝（1994年・阪神）
- 藤田伸二（1992年、1993年・阪神、1994年・阪神、1995年・阪神、1996年・阪神および中山）
- 藤原英幸（1989年、1995年・中山）
- 宝来城多郎（1995年・阪神、1996年・阪神）
- 松永幹夫（1990 - 1992年）
- 水野貴広（1993年・中山、1996年・中山）
- 安田康彦（1996年・阪神）
- 矢原洋一（1995年・中山）
- 山田泰誠（1993年・阪神、1996年・阪神）
- 山本康二（1989年）
- 渡辺薫彦（1996年・阪神）
- 四位洋文（1994年・阪神、1995年・阪神、1996年・阪神）
- 蛯名正義（1989 - 1991年、1994年・中山）
- 北沢伸也（1992年）
- 熊沢重文（1989 - 1992年）
- 田中勝春（1991年、1993年・中山、1994年・中山、1995年・中山、1996年・中山）

## 阪神ヤングジョッキーズステークス

### 歴代優勝馬・騎手
阪神競馬場・芝2200mで施行（1991年・1995年は京都）。
| 施行日        | 優勝馬             | 性齢 | タイム | 優勝騎手 | 管理調教師 |
| ------------- | ------------------ | ---- | ------ | -------- | ---------- |
| 1989年4月9日  | メイショウマサムネ | 牡4  | 2:17.9 | 寺島祐治 | 高橋成忠   |
| 1990年4月8日  | アインステルン     | 牡4  | 2:19.6 | 岸滋彦   | 松元省一   |
| 1991年4月7日  | ダイタクウイナー   | 牡6  | 2:15.0 | 蛯名正義 | 梅田康雄   |
| 1992年4月12日 | カシワズハンター   | 牡4  | 2:19.4 | 岡潤一郎 | 上田三千夫 |
| 1993年4月11日 | ヴァルケイノウ     | 牡4  | 2:18.1 | 山田泰誠 | 田中章博   |
| 1994年4月10日 | スプリングバンブー | 牝4  | 2:15.6 | 岸滋彦   | 田島良保   |
| 1995年4月9日  | ロータリーアール   | 牡4  | 2:14.3 | 橋本美純 | 松田博資   |
| 1996年4月7日  | マジカルフラッシュ | 牡4  | 2:14.4 | 幸英明   | 谷八郎     |

## 中山ヤングジョッキーズステークス

### 歴代優勝馬・騎手
中山競馬場・芝1600mで施行。
| 施行日        | 優勝馬           | 性齢 | タイム | 優勝騎手 | 管理調教師 |
| ------------- | ---------------- | ---- | ------ | -------- | ---------- |
| 1993年4月18日 | オギボニータ     | 牝4  | 1:35.3 | 五十嵐久 | 平井雄二   |
| 1994年4月17日 | タケショウムテキ | 牡5  | 1:35.2 | 橋本広喜 | 藤沢和雄   |
| 1995年4月16日 | キオイスマート   | セ5  | 1:36.4 | 菊沢隆徳 | 石栗龍雄   |
| 1996年4月14日 | マロンアニーモ   | 牡5  | 1:36.1 | 郷原洋司 | 野平祐二   |